# Roy Goodman
Roy Goodman (Guildford, 26 januari 1951) is een Britse dirigent en violist. Goodman is gespecialiseerd in oude muziek, vooral barok. Hij werd internationaal bekend als 12-jarige solist op de opname van het Miserere van Allegri, samen met het Choir of King's College (Cambridge), onder dirigent David Willcocks.

## Levensloop
Goodman studeerde aan het Royal College of Music in Londen. Hij werd Fellow of the Royal College of Organists en Associate of the Royal College of Music. Later werd hij Director of Music aan de Universiteit van Kent in Canterbury en Director of Early Music Studies aan de Royal Academy of Music.
Goodman was vanaf 1975 eerste violist bij de Glyndebourne Opera waar hij onder meer speelde onder leiding van Ivan Fischer, John Eliot Gardiner, Charles Mackerras, Roger Norrington en Simon Rattle. 
Verder speelde hij ook viola d'amore bij de Academy of St. Martin in the Fields met dirigent Neville Marriner en het Philharmonia Orchestra onder leiding van Vladimir Ashkenazy. Goodman speelde ook met Frans Brüggen, Philippe Herreweghe, Christopher Hogwood, Rene Jacobs, Trevor Pinnock en Ton Koopman.

## Dirigeercarrière
Als dirigent is Goodman gespecialiseerd in oude muziek. Vaak dirigeert hij orkesten terwijl hij zelf viool speelt, maar ook klavecimbel of orgel.
Achtereenvolgens was hij dirigent van het Reading Youth Orchestra (1974–1976), het Brandenburg Consort (1975–2001), de Hannover Band (1986–1994) en het Barokorkest van de Europese Unie (1989–2004).
Goodman is eerste gastdirigent bij het English Chamber Orchestra en emeritus-dirigent van het Barokorkest van de Europese Unie. Als gastdirigent stond hij voor meer dan 100 verschillende orkesten, ensembles en operagezelschappen. 
In 2006 maakte Goodman zijn debuut als dirigent van het Koninklijk Concertgebouworkest (KCO) in Amsterdam en in 2010 debuteerde hij met drie concerten in het Sydney Opera House.

## Discografie
Als dirigent maakte Goodman meer dan 120 opnames uiteenlopend van muziek van Monteverdi tot Copland en de Matthäus-Passion van Bach met het koor van King's College in Cambridge.